# Přeřeknutí
Přeřeknutí (lapsus) je jev, kdy někdo omylem vyřkne myšlenku nebo jazykový tvar, jimiž se vnitřně zabývá, namísto těch, které chtěl vyjádřit. Přeřeknutí spočívá v myšlenkovém zkratu (při jídle se nejí), který bývá ovlivněn skrytými myšlenkami a asociacemi.
Přeřeknutími se zabýval již v 8. století arabský lingvista Al-Ki-sai v knize Chyby lidí, a to z hlediska vývoje jazyka. Vídeňský psychiatr Sigmund Freud v knize Psychopatologie všedního života (1901) chybné úkony (mezi nimi například zapomenutí, přepsání, přeslechnutí či přeřeknutí) zkoumá jako projevy potlačených nebo vytěsněných myšlenek. V tomto smyslu se užívá termín freudovské přeřeknutí. Zvláštní pozornost vzbuzují přeřeknutí, jimž se do řeči bezděčně dostane pohoršivé slovo. Dnešní psycholingvisté (např. Viktoria A. Fromkinová, Merril F. Garrett, Sheri Wellsová-Jensenová) z přeřeknutí získávají poznatky o produkci řeči. V politologicky zaměřené psychologii a publicistice bývají sledována přeřeknutí politiků jako náznak možné přetvářky, lži nebo taktiky[zdroj⁠?!].

## Principy přeřeknutí
K přeřeknutí může dojít na fonologické (klábosu místo klobásu), morfologické (Japonec a Italec), lexikální i syntaktické rovině.
Přeřeknutí může být podmíněno foneticky (zvukovou podobností slova), sémanticky (záměna za v nějakém směru významově podobný pojem nebo prvek), vnějšími okolnostmi (mluvčí omylem místo zamýšleného slova vysloví název předmětu, který právě vidí), roztěkanými nebo potlačenými myšlenkami.
- anticipace (předznívání): jazykový prvek je vyřčen předčasně, ovlivní nebo nahradí dřívější slovo (americký bobří bombardér, pomočí tlačítka). Lékaři z Všeobecné fakultní nemocnice v Praze (…) do rány nasadili speciální larvy, které mrdkou… pardon, mrtvou tkáň odstranily. (ČT 1, Události, 26. května 2003, Iveta Toušlová)
- perseverace/postpozice (doznívání): již vyřčený jazykový prvek ovlivní následující slovo (Mníšek pod Prdy, tlaková tendence zaznamená slabý potlesk (místo pokles), Jak může někdo pojmenovat svoje jméno Bibiana, to fakt nechápu… (místo svoje dítě))
- záměna: dva prvky jsou ovlivněny navzájem, např. Stlace jsem nasrala místo Strace jsem nastlala, obchod čáva a kaj (místo káva a čaj). Výsledkem může být buď slovo s jiným významem, nebo nesmyslné, v lexikální rovině jde často o záměnu za antonymum.
- kontaminace: smíšení jazykových jednotek ovlivněné dvěma možnostmi (např. Nad Honzou jsem prohrál, Do hospody jsem nebyl)
- substituce: použití jiného slova (např. Dej jídlo do pračky). Nyní je prostor pro pana ministra, který má před paní Musílkovou zřejmě pravdu… přednost. (Jan Kasal 6. května 2005 ve sněmovně při předávání slova Davidu Rathovi), zastupující říšský profesor místo zastupující říšský protektor.

Záměna kořenných morfémů dvou slov se nazývá spoonerismus podle děkana New College v Oxfordu (William Archibald Spooner, 1844–1930), kterému se podobná přeřeknutí stávala. Tohoto typu jsou třeba záměny pastáček a karta (kartáček a pasta), čist vzduchlý (vzduch čistý), štípy mouchaly (mouchy štípaly). Nebo například říkanka: Svítičko slunilo, štípy mouchaly, ani praskalka nezavětvičkovala. Přišel k nám študý chudent v rozpláštěném trháku. Náš štěk na něj zapesal, on přes puty plotoval div si lámy nepřehnátal. Mrtvila ho ranice, dovezli ho do nemocný všeobecnice a tam zabačkoroval klepama.
Spoonerismy jsou populární v anglojazyčných zemích.